# Litema

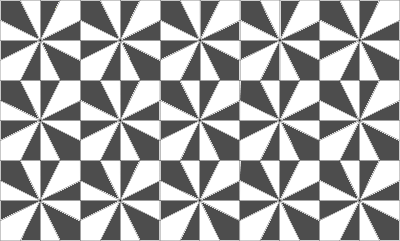
模型基础倒置和旋转的传统迪特马图案

Litema（南非索托語正字法作Ditema，索托語發音：[ditʼɪːma]，单数Tema；索托语“文字”或“耕地”）是一种由装饰性和象征性几何图案组成的索托壁画艺术，通常与今天在莱索托和南非的邻近地区进行的索托族传统有关。巴索托妇女通过雕刻、绘画、浮雕造型和/或马赛克在宅基地的外墙和内部制作Litema。通常情况下，几何图案被梳理或划入墙壁的潮湿顶层新鲜粘土和粪灰中，然后用土赭石或在当代制造的油漆涂上。图案通常通过梳理纹理模仿犁过的田地，或者植物生命，偶尔也有自然世界的其他方面，例如指氏族图腾动物。Litema是短暂的；它们可能会干燥、破碎或被大雨冲走。整个村庄的妇女在婚礼或宗教仪式等特殊场合使用Litema是很常见的。 

## 词源说明
正如Gary van Wyk（加里·范威克）（1993:84）在分析表示 "塞索托壁画艺术 "的塞索托名词时指出， Litema也指的是“耕地”的相关概念， 装饰传统在很多方面都与耕作有象征性的联系。它源自动词词干-lema （在不定式中， ho lema “耕种”），它是原始班图语词根*-dɪ̀m- “培养（特别是用锄头）”的反射。  li- （塞索托名词的第 10类名词类前缀）中的拼字⟨l⟩ 在塞索托发音为 [d]，因为 [d] 是 /l/ 的同位异音，出现在闭元音 /i/ 和 /u/ 之前。正字法的⟨e⟩在塞索托语中可以有三种可能的值。/ɪ/, /ɛ/, 和/e/。在⟨litema⟩中发音为/ɪ/，与原班图语根相同。

## 设计
Litema图案的特点具有多级对称性。图案通常被安排在方形单元中。要塑造的墙体被划分成一个个网格，并形成单元。每个单元都有相同的图案，通常在每个单元之间进行旋转或镜像。因此，整体图案的对称性取决于基本图案中存在的对称性。有的设计在基本图案中只有一个镜像轴，导致整体印象是向一个方向流动。其他基本图案有几条对称轴或旋转对称，使整体图案有相当平坦的装饰印象。Litema的色彩设计是克制的，通常只使用两种颜色。

## 历史来源
南部非洲的壁画艺术传统并不是最近才有的。虽然在索托-茨瓦纳考古遗址的发掘中发现了经历了1500年风雨的小屋地板，但索托-茨瓦纳壁画的最早证据可以追溯到大约五个世纪前（Grant 1995:45; Van Wyk 1998:88）。它远远早于在全球范围内流行的恩德贝勒壁画的传统。始于 19 世纪的Ndzundza Ndebele壁画艺术传统被称为igwalo （更广为人知的恩德贝勒 房屋绘画），据说是北部索托diitema传统和Nguni(恩古尼)设计传统在珠饰、陶器和篮子编织中的综合体现。 

### 殖民地记录
关于巴索托壁画艺术最早的文字记载之一是由传教士约翰-坎贝尔牧师撰写的。坎贝尔在1813年对巴特尔哈平（南茨瓦纳）艺术的描述中说："听说萨拉库图的房子里有一些画，我们在早餐后就去看了。我们发现这些画非常粗糙地表现了骆驼-豹、犀牛、大象、狮子、老虎和斯坦-巴克，是萨拉库图的妻子用白色和黑色的颜料画在泥墙上的。然而，它们和我们预期的一样好，而且可能会引出更好的东西"（Grant 1995:43）。
在1820年的第二次旅行中，坎贝尔热情洋溢地讲述了他在索托-茨瓦纳胡鲁特族的某个酋长 "Sinosee "家的所见所闻。坎贝尔既提供了插图，也对该酋长的房子进行了口头描述。"墙壁被涂成黄色，并装饰有盾牌、大象和骆驼豹等形象。它还装饰着整齐的檐口或红色的边框画......它的墙壁（Sinosee的卧室）上装饰着令人愉快的大象和长颈鹿的图案......在一些房子里，有用硬泥塑成的人物、柱子等，并涂上不同的颜色，不会给欧洲工人丢脸"（范伟克1996：43；1998：88）。
坎贝尔的叙述被历史学家乔治-斯托汇编并发表在他的《南非本土种族》（1905）一书中。斯托还出版了已知的最早的利特马图画--由 “ Bakuena ”（巴索托民族的创始部族）制作的八种图案的复制品，这些图案很可能是他自己绘制的，依据是斯托在南非图书馆的一封未发表的信，其中他叙述了参观一个被毁坏的巴库纳部落的情况（Van Wyk 1998：89）。斯托的图画显示了类似于今天仍在制作的利特马雕刻的纹理板，以及用有限的颜色绘制的点、条纹、三角形和人字形图案。
法国传教士Eugene Casallis在他1861年的书中回忆了他在19世纪30年代在巴索托人中定居后所经历的litema图案，称这些设计是 "巧妙的"，这表明设计比Stow复制的Bakoena例子更加复杂（Van Wyk 1998：89）。斯托的文献中没有包括任何像现代利特马那样融入植物图案的设计。Van Wyk (1994)认为，更现代和 "复杂的曲线设计具有明显的维多利亚时代或爱德华时代的味道，可能是受到了世纪初欧洲产品的影响，如油毡图案、铸铁模子和花边"。

### 当代的复兴
斯托的画与莱索托国立师范学院学生1976年画的画相隔近一个世纪（Van Wyk 1989：89）。当时学院的艺术讲师Benedict Lira Mothibe指导学生临摹Litema设计，目的是在课堂几何课上使用这些设计并作为马铃薯印刷品的副本。更重要的是，这是莫西贝试图恢复人们对他认为有价值的塞索托传统的兴趣。 Gary van Wyk (加里-范-维克) 在1991-1994年在南非和莱索托进行广泛的实地研究期间使用了这些图画，记录了妇女对历史图案的反应，包括她们赋予它们的名称和意义，后来重新出版了其中的几幅图画。他发现，尽管许多在1970年代被命名的具体植物图案（如 "甜瓜"）在1990年代已经被遗忘，并被归入 "blomme"（南非语中的 "花"）这一一般描述性类别，但这一命名仍然保持了妇女与植物生育力之间的密切象征性联系，与妇女作为耕种者和觅食者的传统角色有关。
此外，Mothibe记录的一些图案在20世纪90年代初仍然可以识别并被制作出来，比如有一个图案是指marabaraba的棋盘，一种像跳棋一样流行的本土游戏（1998：90-91）。
最近（2003年），Mothibe为进一步促进保护工作，编撰并向自由邦省的中央工业大学设计技术与视觉艺术学院捐赠了关于利特马设计的第二版，题为《巴索托利特马图案（含修改）》，提供了设计及其解释的最新记录。 

## 象征主义
Van Wyk和Mathews在20世纪80年代末和90年代中期进行的研究，最终形成了两本名为《非洲彩绘房屋》的摄影插图书。Van Wyk，1998年）和《非洲壁画》（Chanquion & Matthews，1989年），表明不能从纯粹的审美角度来理解Litema艺术。

### 女性，自然和Litema
Gary Van Wyk加里-范-维克（1993、1994、1996、1998）在有关这一主题的几部作品中指出，塞索托壁画是一种宗教艺术，呼吁祖先赐予雨水，使其滋润田地，从而维持牧民和人类社会的生存。他说，壁画可以被看作是绘画中的祈祷。如果祖先满意，他们会提供雨水，冲刷壁画，生命的循环重新开始。壁画由妇女制作是很合适的，因为她们象征性地与房子联系在一起，房子是子宫和创造的隐喻，也与植物界联系在一起，妇女通过其作为耕种者和觅食者的传统角色，以及通过其他一些植物的象征与植物界联系在一起。例如，巴索托人的创世神话说，国家从大地深处的黑暗处通过芦苇床出现；因此，在土房子（最初建在冰屋里，因此像子宫一样）里出生的孩子，曾经有这样的习俗：在家门口放一根芦苇，直到孩子 "越过芦苇 "出现在阳光下（Van Wyk 1998: 103-107）。同样，女性入会者也戴着芦苇面具，在入会禁闭期间，她们会编织芦苇垫子。
冰屋形房屋与身体之间的这种象征性联系后来被转移到现代平顶的长方形房屋中，在这些房屋中，门窗的周围都有特别的装饰，沿着屋顶线的利特马图案被称为 "头带"。
"由于农业劳动在传统上是妇女的工作，装饰房屋的妇女可以被看作是在她们的墙壁上描绘田间的工作。因此，壁画是非洲的风景，由它们所代表的风景组成"（Van Wyk 1994）。这在仅由未着色的梳理成泥浆的litema图案中最为明显：这些图案密切模仿了耕地的外观。
Van Wyk 发现，被称为Letoku或 "大地之血 "的红赭石象征着生育能力以及月经和祭祀的血液，强调了祖先和生育能力之间的关键联系，也说明了红赭石无一例外地被纳入了每个绘画方案。白色象征着祖先所提倡和渴望的平静、纯洁和启蒙，而黑色则代表着祖先在一切平静和顺利的情况下所传递的黑雨云，这两种颜色经常被组合成密集的、交替的图案，应用在建筑的过渡区域，如屋顶线和门窗周围。同样，三角形和人字形等图案元素也可能带有象征意义，但在近代已经变得模糊不清了。在20世纪80年代和90年代初，范-维克还拍摄了表达政治声明的壁画，使用种族隔离时期被禁止的非洲人国民大会的颜色，或纳入特定的政治图形或声明。
汤姆·马修斯（Tom Mathews）在他的著作（由他的儿子保罗·钱奎恩拍摄的照片支持）中指出，花朵和圆点是生育的象征。此外，他指出人字形图案代表水或不平坦的地面，而三角形是表示男性和女性的符号（Changuion & Matthews, 1989:9,19,55）。
在CUT进行的研究中，没有任何了解Litema艺术的人（Bekker、Thabane和Mothibe）或实践中的litema艺术家对除了为审美目的而美化家庭之外的更深层意义有任何认识。然而，一些被询问的艺术家确实分享了他们关于象征意义的可能性的意见。据自由州的艺术家说，他们的母亲（其中许多人来自莱索托）可能知道这种意义，但在他们的教学过程中没有与他们分享这一信息。 

### 书写体系
一位流行的评论家声称，litema代表了一种古老的巴索托人的 逻辑 书写系统. 如上所述，很可能一直存在着与Litema相关的符号逻辑（也许可以与西非的Adinkra符号传统相提并论），但几乎没有证据可以断言历史上存在埃及象形文字或汉字所代表的那种正式逻辑。
然而，确实有一个与litema相关的当代书写系统 （具体来说，是一个特徵文字表），可以用来书写塞索托语（以及所有其他南班图语）。它被称为Ditema tsa Dinoko（"Ditema syllabary"），也被称为祖鲁语名称Isibheqe Sohlamvu，以及其他各种不同语言的相关名称。

## 文献资料
- Gary van Wyk: Through the Cosmic Flower: Secret resistance in the mural art of Sotho-Tswana women. In: Mary H. Nooter: Secrecy: African art that conceals and reveals. Museum for African Art, New York 1993, ISBN 3791312308.
- Gary van Wyk: Patterns of Possession : An Art of African Habitation. UMI Dissertation Services, Ann Arbor, MI, 1996.
- Gary van Wyk: African painted houses : Basotho dwellings of Southern Africa. Abrams, New York 1998, ISBN 0-8109-1990-7.
- Paul Changuion: The African mural. New Holland Publishers, London 1989, ISBN 1-85368-062-1.
- Paulus Gerdes: On Mathematical Ideas in Cultural Traditions of Central and Southern Africa. In: Helaine Selin (Hrsg.): Mathematics across cultures: the history of non-western mathematics. Springer, New York 2001, ISBN 1402002602, S. 313–344.
- Paulus Gerdes: Women, Art And Geometry In Southern Africa. Africa World Press, Trenton (NJ) 1998, ISBN 0-86543-601-0.

- Sandy and Elinah Grant: Decorated homes in Botswana, Creda Press, Cape Town 1996, ISBN 9991201408.
- Benedict Mothibe: Litema: Designs by Students at the NTTCL, Morija Press, Maseru 1976.